# Rytm (киностудия)
Творческое объединение «Ритм» (пол. Zespół Filmowy „Rytm”) — польская киностудия, существовавшая с 1955 по 1968 год. Художественным руководителем был режиссёр Ян Рыбковский, литературным руководителем 1955–1965 сценарист Александр Сцибор-Рыльский.

## Известные фильмы объединения «Ритм»
- 1956 — «Варшавская сирена» / Warszawska syrena
- 1956 — «Три женщины» / Trzy kobiety
- 1956 — «Необыкновенная карьера» / Nikodem Dyzma (Никодем Дызма)
- 1956 — «Эскизы углём» / Szkice węglem
- 1957 — «Встречи» / Spotkania
- 1957 — «Шляпа пана Анатоля» / Kapelusz pana Anatola
- 1958 — «Вольный город» / Wolne miasto
- 1958 — «Таблетки для Аурелии» / Pigułki dla Aurelii (Пилюли для Аурелии)
- 1958 — «Пан Анатоль ищет миллион» / Pan Anatol szuka miliona
- 1959 — «Место на земле» / Miejsce na ziemi
- 1959 — «Инспекция пана Анатоля» / Inspekcja pana Anatola
- 1960 — «Муж своей жены» / Mąż swojej żony
- 1961 — «Свидетельство о рождении» / Świadectwo urodzeniа
- 1961 — «Сегодня ночью погибнет город» / Dziś w nocy umrze miasto
- 1962 — «Встреча в «Сказке»» / Spotkanie w Bajce
- 1962 — «Голос с того света» / Głos z tamtego świata
- 1962 — «Дом без окон» / Dom bez okien
- 1963 — «Жена для австралийца» / Żona dla Australijczyka
- 1964 — «Эхо» / Echo
- 1964 — «Барбара и Ян» / Barbara i Jan (телесериал)
- 1965 — «Остров преступников» / Wyspa złoczyńców
- 1965 — «Пепел» / Popioły
- 1965 — «Капитан Сова идёт по следу / Kapitan Sowa na tropie (телесериал)
- 1966 — «Ад и небо» / Piekło i niebo
- 1966 — «Брак по расчёту» / Małżeństwo z rozsądku
- 1967 — «Париж-Варшава без визы» / Paryż-Warszawa bez wizy
- 1967 — «Преступник оставляет след» / Morderca zostawia ślad (Убийца оставляет след)
- 1967 — «Вестерплатте» / Westerplatte
- 1967 — «Очень старые оба» / Bardzo starzy oboje
- 1968 — «Пароль «Корн»» / Hasło Korn
- 1968 — «Волчье эхо» / Wilcze echa
- 1968 — «Приключение с песенкой» / Przygoda z piosenką
- 1969 — «Девичий заговор» / Rzeczpospolita babska (Бабья республика)